# Maria van Beieren

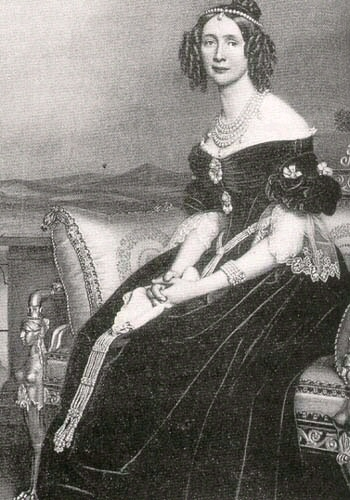
Maria van Beieren

Maria Anna Leopoldine Elisabeth Wilhelmina (München, 27 januari 1805 — Dresden, 13 september 1877) was een prinses van Beieren en koningin van Saksen.

## Familie
Maria was een dochter van Maximiliaan I Jozef van Beieren en diens tweede echtgenote Caroline van Baden. Ze had nog zes broertjes en zusjes en vijf halfbroertjes en -zusjes. Ze was de tweelingzus van aartshertogin  Sophie van Oostenrijk en een zus van onder anderen Ludovika van Beieren.

## Huwelijk
In 1833 trouwde ze met Frederik August II van Saksen, het huwelijk bleef kinderloos. Haar man was een jaar eerder weduwnaar geworden van Maria Carolina van Oostenrijk.
- Gemeinsame Normdatei: 104177144
- Nationale Bibliotheek van Polen: a0000003708320
- Istituto Centrale per il Catalogo Unico: MUSV042018
- Virtual International Authority File: 42107175
- WorldCat: E39PBJmHPmCpCdJqTgHtDPgtKd